# Живопись фигурного холста
Живопись фигурного холста (англ. Shaped Canvas) — живопись на холстах нестандартной, непрямоугольной формы, имеющих цвет или рельеф. Возможно изменение цвета холста и его очертаний при сохранении при этом плоскости. Традиционным примером подобного вида живописи из древности является тондо — исполнение картины на круглой панели или холсте. Рафаэль, как и некоторые другие художники эпохи Ренессанса, порой избирали этот метод для изображения Мадонны. В качестве альтернативы, возможно и изменение рельефа холста и работа на трехмерной поверхности. Практиковалось и то и другое. Можно поспорить, что изменение рельефа холста позволяет называть творение скульптурой, но обычно работы на фигурном холсте называют картинами.
Помимо каких-либо эстетических предпочтений, существуют технические причины, имеющие непосредственную связь с природой самого холста, которые и определили прямоугольный плоский лист в качестве стандарта.
В литературе, посвященной истории и критике живописи, термин живопись фигурного холста в первую очередь ассоциируют с работами, созданными в Нью-Йорке после 1960 года — это был период огромного многообразия и наплыва подобных произведений искусства. Как написано в комментариях к одной из выставок Rutgers University: «… впервые значимое для истории искусства внимание работам на фигурном холсте было уделено в 1960-х….»

## Первооткрыватели современной живописи фигурного холста
Авраам Джоэль Тобиас создавал «фигурные холсты» в 1930-х. Рождённый в Мюнхене художник Р. Гейгер выставлял свои «фигурные холсты» в 1948 в Париже.
Картины художника абстракциониста Эдварада Кларка, выставленные в Нью-Йоркской Brata Gallery в 1957, также были расценены, как работы на фигурном холсте.
В период с конца 1950-х по середину 1960-х, Д. Джонс пробовал работать с фигурными и составными холстами, в особенности выделяется его произведение „Флаг“ — один холст помещен на холст большего размера. Также, картины в подобном стиле были созданы художниками Р. Раушенбергом и Л. Фонтана — опять же на стыке 1950-х и 1960-х годов.

## Послевоенное современное искусство и живопись на фигурном холсте
Frank Stella, Kenneth Noland, Ellsworth Kelly, Barnett Newman, Charles Hinman Ronald Davis, Richard Tuttle, Leo Valledor, Neil Williams, John Levee, David Novros, Robert Mangold, Gary Stephan, Paul Mogenson, Clark Murray, и Al Loving — все являются примерами художников, связанных с использованием фигурных холстов, в период с начала 1960-х. Геометрические абстракционисты, минималисты, и „hard-edge“ художники могли, к примеру, ограничить холст по контуру самой картины, а не примиряться с прямоугольным форматом. По факту, использование фигурного холста в 1960-х связано в основном с картинами абстрактными, формалистичными, геометрическими, рационалистическими или в стиле минимализма. Здесь существует связь с постживописной абстракцией, которая противопоставляется абстрактному эксперссионизму с присущим ему мистицизмом, гипер-субъективизмом и упором на максимальное превозношение самого акта написания картины, не говоря о почти ритуальном отношении к стандартному формату холста. Хотя в начале своего существования живопись фигурного холста ставила под удар лишь прямоугольную форму исходника, то со временем ограничением стало и то, что он плоский, двухмерный.
Д. Джадд в своей Complete Writings пишет: „Основная проблема картин состоит в том, что это прямоугольная равнина, прижатая к плоской стене. Прямоугольник сам по себе фигура и уже определяет и ограничивает расположение чего-либо на нём или в нём.“ В 1964, Музей Соломона Гуггенхайма организовывал выставку 'Живопись фигурного холста» под кураторством Lawrence Alloway. Л. Липпард отметила, что на выставке были представлены картины с «односторонней рабочей поверхностью» In 1965, Ф. Стелла и Фрэнк Гельдзахлер бросили вызов данной формулировке, представив трехмерные холсты художников Charles Hinman и Уилла Инслея в их шоу «Shape and Structure» в Tibor de Naguy в Нью-Йорке. Появление в работах третьего измерения стало важным фактором для развития дискуссии о том, можно ли признавать подобные произведения скульптурами.
Многоуровневые холсты Jane Frank в 1960-х и 1970-х — это особый случай: обычно прямоугольные и ровные, холсты превращены в скульптуру, благодаря наличию больших отверстий, сквозь которые можно наблюдать обработанную часть других холстов.
В конце 1960-х, Trevor Bell, один из основных участников Британской St. Ives group представил динамичные холсты, которые комбинировали в себе радикальные, угловатые структуры с упором на абстрактный экспрессионизм. Эти работы продолжили развиваться и в 1970-х, когда они были выставлены в Галерее Коркоран в Вашингтоне и в Галерее Тейт в Лондоне. Помимо этого, итальянский художник Luigi Malice, тоже работал с фигурными холстами в конце 60-х.
Поп-артисты, такие как Т. Вессельман, Д. Дайн, и Д. Розенквист тоже приложили руку к фигурному холсту. Робин Ланда пишет, что: «Вессельман использует форму холста для выражения органических качеств дыма» в его работах «Курильщик».

## Живопись фигурного холста в контексте современного искусства в XIX веке
В 2014 году в Нью-Йорке в Luxemburg & Dayan состоялась выставка «The Shaped Canvas, Revisited», посвященная истории живописи на фигурном холсте, эволюции и развитию этого направления. На выставке были представлены работы, созданные с 1959 по 2014, что позволяет продемонстрировать релевантность фигурного холста в современных направлениях, таких как Поп-арт и Арте повера.